# Монтефино
Монтефѝно (на италиански: Montefino, на местен диалект Mundëfìnë, Мундъфинъ) е село и община в Южна Италия, провинция Терамо, регион Абруцо. Разположено е на 352 m надморска височина. Населението на общината е 1112 души (към 2010 г.).